# Шаренград
Шаренград је насељено мјесто града Илока, у западном Срему, Република Хрватска.

## Географија
Налази се на десној обали Дунава, низводно од Вуковара, према Илоку. Приградско је насеље града Илока и у његовом је саставу заједно с насељима Бапска и Мохово.

## Историја
Поред села налази се тврђава Шаренград или Атија (лат. Castellum Athya). Током векова припадао је мађарским феудалцима. Данас има остатака једне куле и дела бедема.
Почетком 18. века у Шаренграду, који је тада био веће и значајније место живео је Хаџи Мојсије Рашковић од Старог Влаха, који се потписивао са "Обрштар (пуковник) над целом рацком (српском) милицијом у Краљевству Славонији, заповедник у Шаренграду и оберкапетан у Илоку".
Крајем 18. века, поред илирског и славонског имена за католике, за православне се тада више веже рашко име, па су на дан 7.12.1799., фрањевци из Нашица споменули у свом летопису неке несреће које су се појавиле у рашкој (Rassicensi) заједници у Шаренграду.
У месту је 1860. године било око 800 католика и 200 православаца. Ту су црква и школа, у којима администрира тада поп Венијамин Бороцки.
Године 1885. место је било у саставу Ердевичког изборног среза са својих 230 душа.

## Привреда
Главна делатност становништва је пољопривреда.

## Становништво
На попису становништва 2011. године, Шаренград је имао 528 становника.
| Демографија | Демографија | Демографија |
| Година      | Становника  | Становника  |
| ----------- | ----------- | ----------- |
| 1991.       | 1.005       |             |
| 2001.       | 838         |             |
| 2011.       |             | 528         |

## Попис 1991.
На попису становништва 1991. године, насељено место Шаренград је имало 1.005 становника, следећег националног састава:
| Попис 1991.‍   | Попис 1991.‍  | Попис 1991.‍ | Попис 1991.‍ | Попис 1991.‍ |
| ------------- | ------------ | ----------- | ----------- | ----------- |
|               |              |             |             |             |
| Хрвати        | Хрвати       |             | 904         | 89,95%      |
| Срби          | Срби         |             | 48          | 4,77%       |
| Словаци       | Словаци      |             | 7           | 0,69%       |
| Југословени   | Југословени  |             | 6           | 0,59%       |
| Мађари        | Мађари       |             | 4           | 0,39%       |
| Муслимани     | Муслимани    |             | 3           | 0,29%       |
| Словенци      | Словенци     |             | 2           | 0,19%       |
| Македонци     | Македонци    |             | 1           | 0,09%       |
| Немци         | Немци        |             | 1           | 0,09%       |
| Црногорци     | Црногорци    |             | 1           | 0,09%       |
| остали        | остали       |             | 2           | 0,19%       |
| неопредељени  | неопредељени |             | 10          | 0,99%       |
| непознато     | непознато    |             | 16          | 1,59%       |
| укупно: 1.005 |              |             |             |             |